# Liesel Winkelsträter
Liesel Winkelsträter (* 28. Februar 1921 in Landau; † 29. März 2010) war eine hessische Politikerin (SPD) und Abgeordnete des Hessischen Landtags.

## Ausbildung und Beruf
Liesel Winkelsträter arbeitete nach dem Besuch von Volks- und Handelsschule zwischen 1936 und 1941 als kaufmännische und Verwaltungsangestellte. Seit Oktober 1951 war sie Bezirkssekretärin bei der Industriegewerkschaft Chemie-Papier-Keramik für das Land Hessen und dort insbesondere für die Betreuung der weiblichen Beschäftigten zuständig. Liesel Winkelsträter war ehrenamtliche Arbeits- und Sozialrichterin sowie Jugendschöffin.

## Politik
Liesel Winkelsträter war seit 1946 Mitglied der SPD und in ihrer Partei in vielen Parteifunktionen tätig. Vom 1. Dezember 1962 bis zum 30. November 1970 war sie zwei Wahlperioden lang Mitglied des Hessischen Landtags. 1964 war sie Mitglied der 4., 1969 der 5. Bundesversammlung.